# 공창식
공창식(孔昌植, 1887년 ~ 1936년)은 일제강점기의 판소리 명창이다. 전라남도 창평에서 태어났다. 고향에서 김채만에게 판소리를 배운 뒤 송만갑에게서 판소리를 배워 명창이 되었다. 오명창 이후 장판개, 박중근, 김정문 등과 어깨를 겨루었다. 송만갑에게서 배웠으나 성음은 김채만에게 가까운 서편제 소리를 하였고 그의 맛있는 목 구성은 그의 제자인 임방울에게 전해졌다.